# Colles Nili
Colles Nili est une région de collines située sur la planète Mars s'étendant sur environ 645 km au large de la bordure septentrionale de Terra Sabaea et en lisière méridionale d'Utopia Planitia par 38,7° N et 62,9° E dans les quadrangles d'Ismenius Lacus et de Casius.